# 森田智己
森田 智己（もりた ともみ、1984年8月22日 - ）は、元競泳、背泳ぎ日本代表選手。宮城県黒川郡富谷町（現・富谷市）出身。2004年アテネオリンピック100m背泳ぎ、400mメドレーリレー銅メダリスト。元セントラルスポーツ所属。

## 来歴
- 2003年、世界選手権男子メドレーリレー銅メダル。
- 2004年、アテネオリンピック100m背泳ぎ、メドレーリレー銅メダル。
- 宮城・東北高等学校→日本大学経済学部経済学科を卒業。
- ソウル五輪100m背泳ぎ金メダリスト鈴木大地ばりのバサロ泳法が武器である。
- 2003年の日本選手権では「最古の記録」と呼ばれた同種目の日本記録を錦織篤に準決勝で更新されるが、決勝で錦織に勝ち日本王者となる。アテネ五輪では決勝に出場した選手の身長が皆180cm以上で森田だけが169cmという中で、一番反応の早い持ち前のロケットスタートを見せ先頭集団に喰らいつく。ターン後のバサロも素晴らしく後半になってもスピードは衰えず、見事銅メダルを獲得した。
- アテネ五輪後、一部週刊誌にスキャンダルを報じられ、2005年1月まで対外試合を自粛していたが、2月の短水路選手権に日本記録で復帰した。
- 2006年日本選手権で50m、100mの日本記録を更新する。
- 北京オリンピックでは100mのみに出場し、準決勝で敗退した。
- 2008年9月1日、北京オリンピックを最後に現役を引退した。
- 2009年4月15日、来年の医学部受験を目指し、今春から予備校に通っていることが判明した。スポーツドクターになる夢を持っているとのこと。
- 2011年、東京メディカル・スポーツ専門学校柔道整復師科に入学。
- 2014年、柔道整復師免許を取得。
- 2015年現在、柏市の整形外科で柔道整復師として勤務。

## 記録
種目は全て背泳ぎ
| 距離                     | タイム  | 大会名                         |
| ------------------------ | ------- | ------------------------------ |
| 50m（元短水路日本記録）  | 23.88   | 2008年短水路日本選手権         |
| 100m（元短水路日本記録） | 51.55   | 2007年短水路日本選手権         |
| 200m（元短水路日本記録） | 1:53.01 | 2008年短水路日本選手権         |
| 50m（元高校短水路記録）  | 24.35   | 2002年短水路日本選手権         |
| 100m（元高校短水路記録） | 52.83   | 2002年ジュニアオリンピック予選 |
| 200m（元高校短水路記録） | 1:55.20 | 2003年JOC春季JOカップ          |
| 50m（元中学短水路記録）  | 25.21   | 2000年JOC春季JOカップ          |

## 自己ベスト
50m背泳ぎ　25.38
　
　100m背泳ぎ　53.85
　 200m背泳ぎ　1:58.32
＊これらはすべて長水路

## 主な実績
【国際大会出場経験】
- 2001年 世界選手権
- 2001年 豪州遠征
- 2002年 アジア大会
- 2002年 パンパシフィック選手権
- 2003年 バルセロナ世界選手権
- 2004年 アテネ五輪
- 2005年 モントリオール世界選手権
- 2006年 ビクトリア・パンパシフィック選手権
- 2007年 メルボルン世界選手権
- 2007年 世界競泳2007
- 2008年 北京五輪

【2003年主要大会成績】
- 世界選手権
  - 100m背泳ぎ　6位
- 日本選手権　
  - 50m背泳ぎ　3位
  - 100m背泳ぎ　1位
- 日本学生選手権　
  - 100m背泳ぎ　1位
  - 200m背泳ぎ　2位
- 国体　
  - 100m背泳ぎ　1位

【2004年主要大会成績】
- 日本選手権　
  - 100m背泳ぎ　1位　54.40　日本新
  - 200m背泳ぎ　1位　2:00.16（予選にて1:59.10の日本新）
- アテネ五輪
  - 100m背泳ぎ　3位　54.36　日本新
  - 200m背泳ぎ　5位　1:58.40　日本新・アジア新
  - メドレーリレー　3位　（3:35.22・日本新・アジア新）
    - 第1泳者として54.25の日本新・アジア新

【2005年主要大会成績】
- 日本選手権　
  - 50m背泳ぎ　1位　25.61　日本新
  - 100m背泳ぎ　1位　54.36
  - 200m背泳ぎ　2位　1:58.84
- モントリオール世界選手権
  - 50m背泳ぎ　12位　25.86
  - 100m背泳ぎ　4位　54.31
  - 200m背泳ぎ　8位　1:59.34
  - 400mメドレーリレー　3位　3:35.40
- 日本学生選手権　
  - 100m背泳ぎ　1位　54.43
  - 200m背泳ぎ　2位　1:59.23
- 国体　
  - 成年100m背泳ぎ　1位　54.20　日本新

【2006年主要大会成績】
- W杯ストックホルム大会
  - 50m背泳ぎ 3位　24.31
  - 100m背泳ぎ　3位　52.39
  - 200m背泳ぎ　8位　1:59.59
  - 100m個人メドレー　5位　55.10
- W杯ベルリン大会
  - 50m背泳ぎ　4位　24.13
  - 100m背泳ぎ　3位　51.71
  - 200m背泳ぎ　3位　1:53.49
- ジャパンオープン（日本短水路選手権）
  - 50m背泳ぎ　1位　24.09
  - 100m背泳ぎ　2位　52.13
  - 200m背泳ぎ　2位　1:54.50
- ジャパンスイム2006（日本選手権）
  - 50m背泳ぎ　1位　25.39　日本新
  - 100m背泳ぎ　1位　53.85　日本新
  - 200m背泳ぎ　1位　1:58.79
- ビクトリアパンパシフィック選手権
  - 100m背泳ぎ　3位　54.38
  - 200m背泳ぎ　3位　1:58.53
  - 400mメドレーリレー　2位　3:35.70
- 日本学生選手権　
  - 100m背泳ぎ　1位　54.68
  - 200m背泳ぎ　3位　2:00.44

【2007年主要大会成績】
- ジャパンオープン2007（日本短水路選手権）
  - 50m背泳ぎ　1位　24.05　短水路日本新
  - 100m背泳ぎ　1位　51.55　短水路日本新
  - 200m背泳ぎ　1:53.41　短水路日本新
- メルボルン世界選手権
  - 50m背泳ぎ　10位　25.93
  - 100m背泳ぎ　8位　55.04
  - 200m背泳ぎ　7位　1:5９.10
  - 400mメドレーリレー　2位　3:35.16　日本新
- ジャパンスイム2007（日本選手権）
  - 100m背泳ぎ　1位　54.51
  - 200m背泳ぎ　1位　1:58.79
- 世界競泳2007
  - 100m背泳ぎ　3位　54.13
  - 200m背泳ぎ　2位　1:58.32
  - 400mメドレーリレー　3:33.35　アジア新・日本新

【2008年主要大会成績】
- 日本短水路選手権
  - 男子50m背泳ぎ　1位　23.88　短水路日本新
  - 男子100m背泳ぎ　B1位　51.98
  - 男子200m背泳ぎ　1位　1:53.01　短水路日本新
- 日本選手権
  - 100m背泳ぎ　1位　54.03
  - 200m背泳ぎ　4位　2:00.94
- 北京五輪
  - 100m背泳ぎ　10位　53.95

## 人物
- 個性豊かで、髪型はソフトモヒカンや虎刈りなど奇抜なスタイルにしていたこともある。普段はピアスもしている。
- 大のプロレス好きであり、遠征先へはWWEのDVDを必ず持っていく。
- プロレスラー武藤敬司の大ファンであり、試合で優勝したときにはLOVEポーズでアピールする。武藤本人からも容認されている。
- サッカーも好きで、三浦知良には憧れを持っている。最近は闘莉王ファン。